# Tomás Sivilla

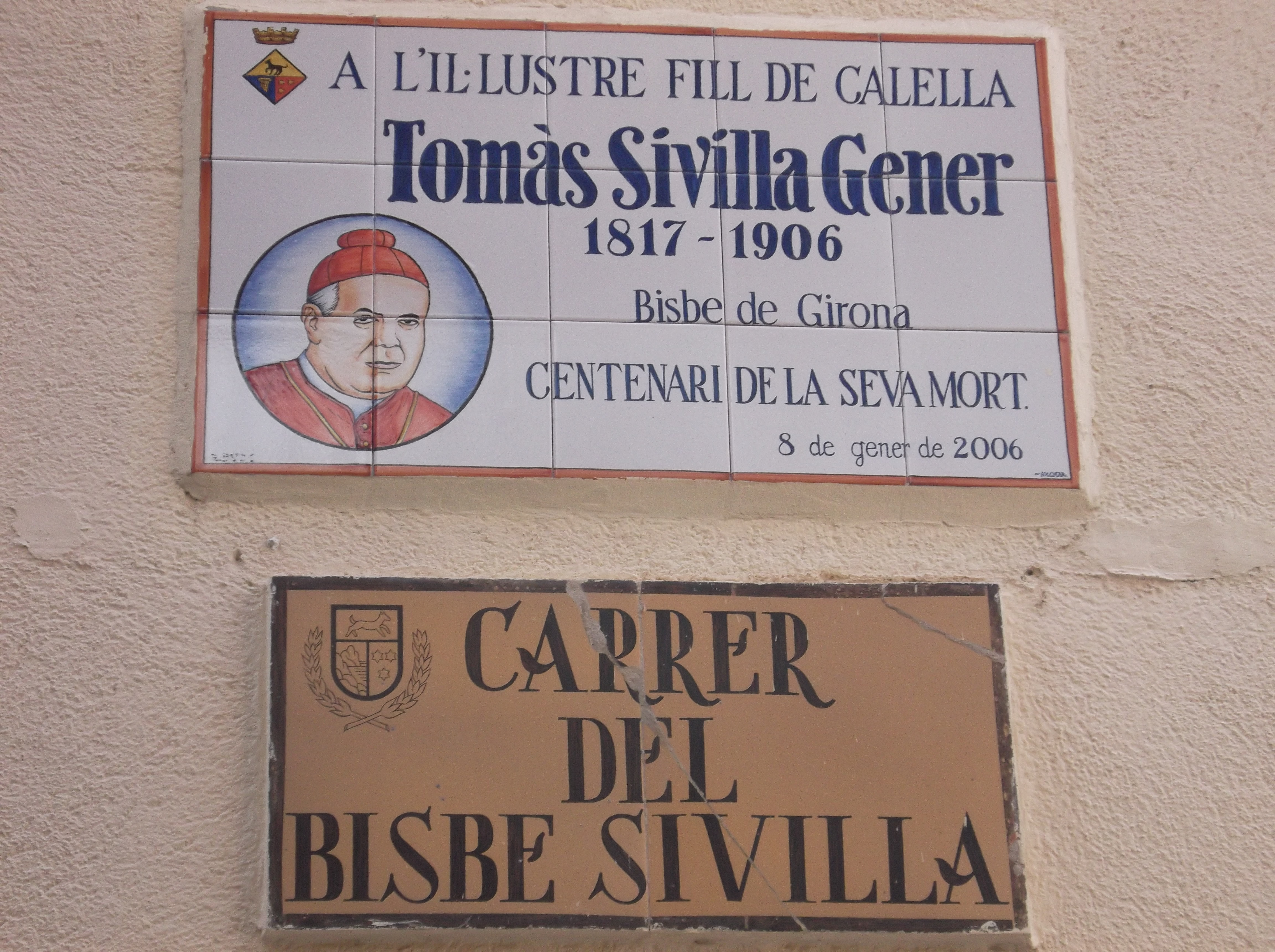
Placa conmemorativa del obispo Sivilla en la calle que lleva su nombre en Calella

Tomás Sivilla y Gener (Calella, 18 de octubre de 1817 - Gerona, 8 de enero de 1906) fue un obispo y jurista español.

## Biografía
Tomás Sivilla estudió filosofía y teología en los seminarios de Gerona y Barcelona y posteriormente en la Universidad de Cervera. Estudió asimismo Derecho en la Universidad de Barcelona, de la que fue nombrado regente agregado y en la que enseñó Cánones entre 1847 y 1851. 
En 1850 fue designado fiscal del tribunal eclesiástico y de la Auditoría de causas pías de Barcelona. Desde ese año hasta 1858 fue rector del Seminario. En 1859 obtuvo el cargo de canónigo doctoral de la Catedral de Barcelona por oposición. 
El 31 de diciembre de 1877 fue preconizado obispo de Gerona por el papa Pío IX y consagrado obispo en la Catedral de Barcelona el 12 de mayo de 1878, tras haber sido propuesto para la sede de Gerona por el arzobispo de Tarragona Constantino Bonet, en sucesión de Isidro Valls, quien había fallecido poco tiempo antes. Su orientación ha sido caracterizada como moderada, tolerante y contraria a los intransigentes. Se le achaca no haber defendido la lengua catalana en 1902 cuando el gobierno impuso la enseñanza del catecismo en castellano.
Participó en la anotación de las Instituciones Canónicas de Selvagio. Tradujo del francés y adicionó algunos opúsculos sobre religión e historia, así como el libro El filósofo obrero. Sivilla fue miembro de la Academia de Jurisprudencia y Legislación de Cataluña y también de la Real Academia de Buenas Letras de Barcelona, en la que leyó dos memorias, la primera el 8 de enero de 1858, titulada El Primado de Tarragona, y la segunda el 10 de diciembre de 1869, titulada Apuntes sobre el Hospital de Santa Cruz de Barcelona. Escribió además un Informe en defensa de la jurisdicción eclesiástica.